# Martirio di san Sebastiano (Leonardo)
Il Martirio di san Sebastiano è un disegno a penna e inchiostro su carta (19,3 × 13 cm) realizzato da Leonardo da Vinci presumibilmente tra il 1478 e il 1483.

## Storia

### La realizzazione
Il disegno sarebbe uno degli otto disegni di San Sebastiano menzionati dallo stesso Leonardo nel Codex Atlanticus, custodito alla Biblioteca Ambrosiana di Milano. Questo disegno è il terzo degli otto ad essere trovato; gli altri due disegni, uno a matita e l'altro a penna e inchiostro, sono conservati rispettivamente al Musée Bonnat di Bayonne e alla Hamburger Kunsthalle di Amburgo.
La datazione è incerta: per alcuni sarebbe stato realizzato tra il 1478 e il 1483, mentre per altri sarebbe invece da datare tra il 1482 e il 1485. L'esperta di Leonardo Carmen C. Bambach propende per la prima, affermando che il disegno sia collocabile nell'ultima produzione del primo periodo fiorentino di Leonardo.

### La scoperta
Il disegno venne ritrovato nell'ottobre del 2016 dall'ottantenne medico francese Jean B., scoperto per caso tra delle carte donategli dal nonno nel 1959. Il disegno, dal valore stimato di quindici milioni di euro, venne immediatamente dichiarato "tesoro nazionale" dal governo francese che, esercitando il proprio diritto di prelazione, ne ha vietato l'esportazione al di fuori della Francia. Dato che molti musei e case d'asta hanno immediatamente mostrato un grande interesse nella scoperta, lo Stato francese si è riservato il diritto a trenta mesi di tempo per fare una controproposta al proprietario. Il Museo del Louvre, in particolare, ha espresso il proprio interesse nell'acquisto dell'opera, mettendosi immediatamente in cerca di finanziatori. La presentazione del disegno è avvenuta presso la casa d'aste Tajan il 10 gennaio del 2017. Tuttavia, la questione rimane in sospeso e il Martirio di san Sebastiano è oggetto di una disputa legale: nel luglio del 2021 si è tenuta a Parigi un'udienza giudiziaria per stabilire se il disegno, che al momento resta nelle mani del proprietario, potrà lasciare la Francia per essere acquistato da musei o privati stranieri.

### L'autenticità
Immediatamente dopo il ritrovamento, la paternità del disegno fu fatta autenticare dalla casa d'aste Tajan, che si rivolse a Patrick de Bayser. Lo studioso ritenne che il disegno potesse essere effettivamente di Leonardo, non solo per il tratto ma anche per la presenza di scrittura speculare sul retro del foglio. Si rivolsero quindi a Carmen C. Bambach, specialista dell'opera leonardesca e curatrice del Metropolitan Museum of Art, che dichiarò senza dubbio che il disegno fosse di Leonardo.
Alcuni dubbi al riguardo furono sollevati da Matthew Landrus, storico dell'arte e accademico dell'Università di Oxford, che aveva precedentemente sostenuto che gran parte del Salvator mundi fosse stato dipinto da Bernardino Luini e non Leonardo; secondo Landrus il disegno ha indubbiamente delle caratteristiche leonardesche, ma il tratto è meno deciso e sicuro, mentre le proporzioni anatomiche non hanno la precisione e l'accuratezza che si riscontra solitamente nelle opere di Leonardo.

## Descrizione
Il disegno, realizzato su un foglio delle misure di 19,3 x 13 cm, presenta una rappresentazione del martirio di san Sebastiano su un lato e degli appunti sull'altro. Il santo è legato all'albero del suo martirio, con il capo rovesciato all'indietro. Lo stile del bozzetto è simile a quello degli studi preparatori per Adorazione dei magi, realizzato nello stesso periodo, così come la figura del santo è simile a un personaggio collocato in cima alla scala nelle rovine di un disegno preparatorio della stessa opera, conservato all'École nationale supérieure des beaux-arts. Sul retro del foglio vi sono appunti e diagrammi per studi scientifici e uno studio su luci e ombre.